# Ga Apgujeong
Ga Apgujeong (Hyundai Department Store) (Tiếng Hàn: 압구정(현대백화점)역, Hanja: 狎鷗亭驛) là ga tàu điện ngầm trên Tàu điện ngầm vùng thủ đô Seoul tuyến 3 ở Apgujeong-dong, Gangnam-gu, Seoul.  Dựa trên các quận hợp pháp, không giống như tên ga, nó nằm ở Sinsa-dong, và lối ra 1 và 6 nằm ở Apgujeong-dong. Ba thang máy mới được lắp đặt và bắt đầu hoạt động gần đây đang mang lại sự thuận tiện cho người sử dụng Ga Apgujeong, trung bình có khoảng 91.000 người mỗi ngày, cũng như những người khuyết tật vận chuyển. Tên ga phụ là Hyundai Department Store.

## Lịch sử
- 13 tháng 9 năm 1983: Tên ga được quyết định là Ga Apgujeong
- 18 tháng 10 năm 1985: Việc kinh doanh bắt đầu với việc khai trương đoạn Dongnimmun ~ Yangjae của Tàu điện ngầm Seoul tuyến 3.
- 1 tháng 8 năm 2016: Tên ga đổi thành Apgujeong (Hyundai Department Store) (sử dụng tạm thời)
- Năm 2022: Tên ga dự kiến đổi thành Apgujeong (Hyundai Department Store)

## Bố trí ga
| Oksu ↑  |
| \| N/B  |
| ↓ Sinsa |

| Hướng Bắc | ●Tuyến 3 | ← Hướng đi Oksu · Chungmuro · Gupabal · Daehwa        |
| Hướng Nam | ●Tuyến 3 | → Hướng đi Sinsa · Xe buýt tốc hành · Suseo · Ogeum → |

## Xung quanh nhà ga
- Hyundai Department Store Chi nhánh chính Apgujeong (Lối ra 6, nối với lối đi ngầm)
- Trường trung học cơ sở Shingu
- Trường tiểu học Seoul Shingu
- Huyndai Mansion
- KT Chi nhánh Sinsa
- Phố Apgujeong Rodeo/ Hướng Ga Apgujeong Rodeo
- Công viên Dosan
- Trung tâm phúc lợi hành chính Sinsa-dong
- Trung tâm phúc lợi hành chính Apgujeong-dong
- Trung tâm An ninh Apgujeong
- Trường tiểu học Seoul Apgujeong
- Trường trung học cơ sở Apgujeong
- Trường trung học Apgujeong
- Chung cư Apgujeong-dong Hyundai
- Jellyfish Entertainment
- Antenna Music
- Amuse Korea
- YNB Entertainment
- Trường trung học Huyndai
- Apgujeong-dong Sinhyundai APT
- Miseong APT
- Trường trung học cơ sở Sinsa
- Hướng tới ga Hakdong và ga Yeoksam
- CGV Apgujeong
- Cầu Dongho
- Hướng tới Cầu Seongsu
- LOHB's chi nhánh ga Apgujeong

## Hình ảnh

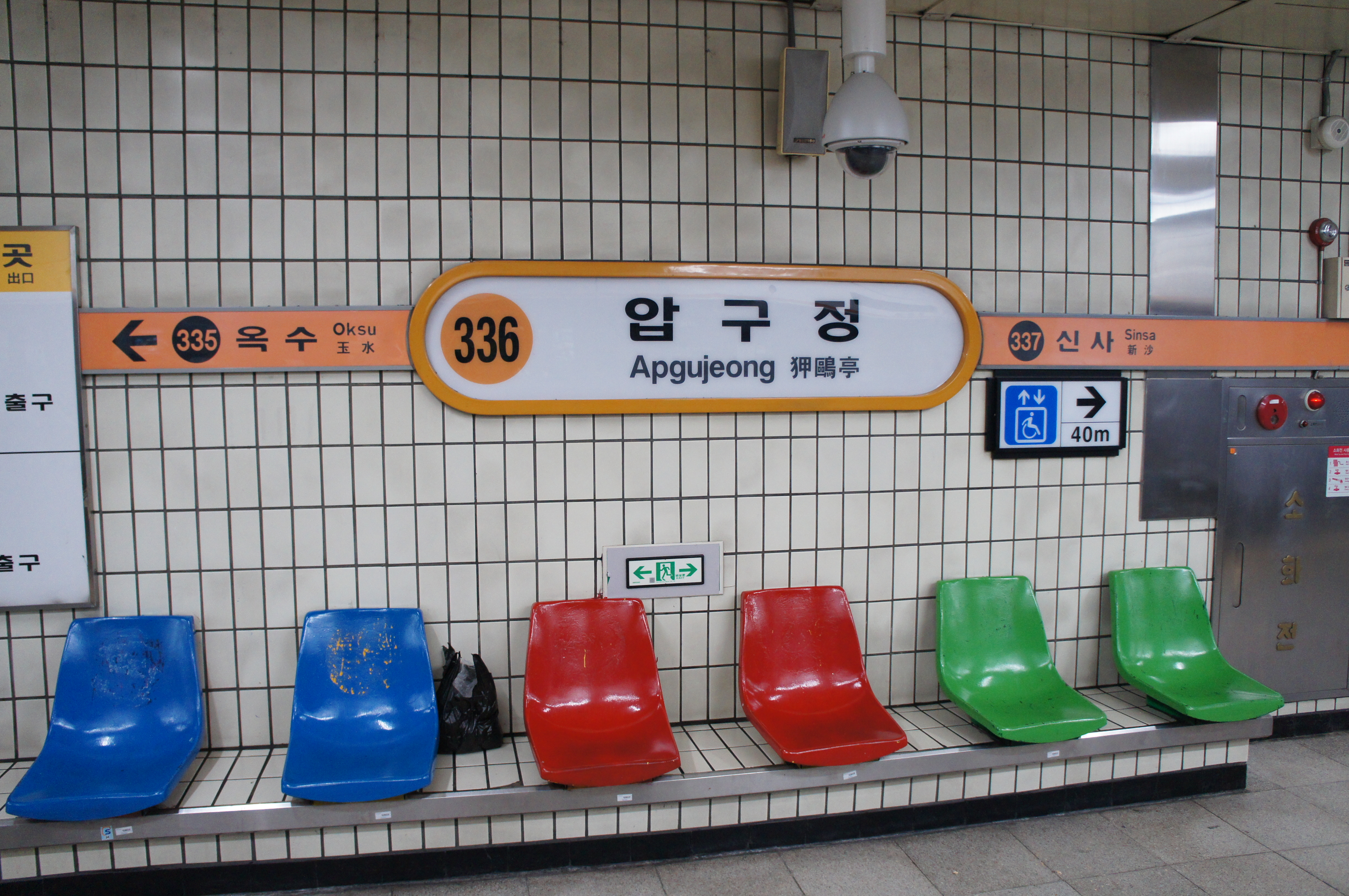
Ga Apgujeong 1
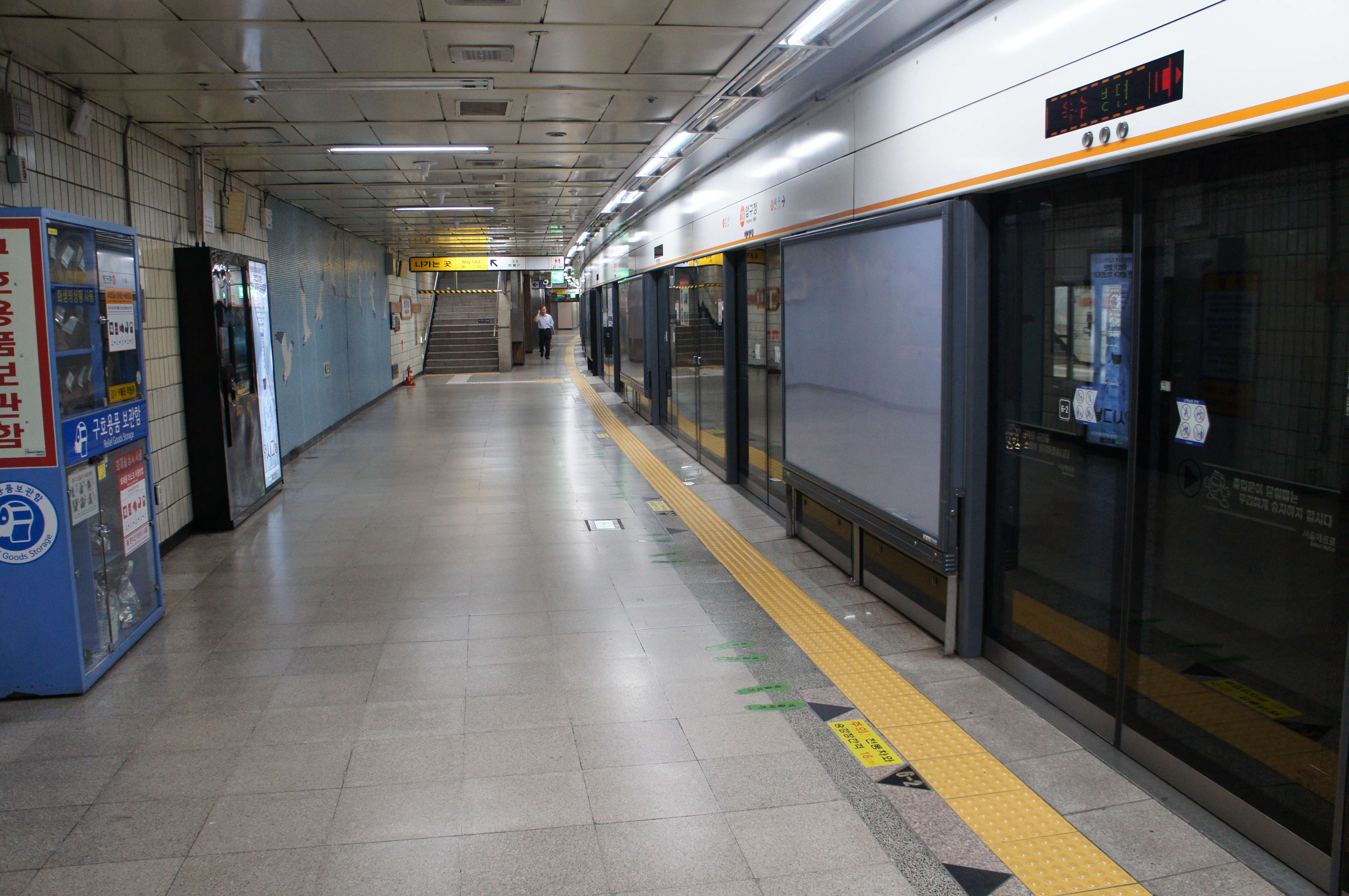
Ga Apgujeong 2
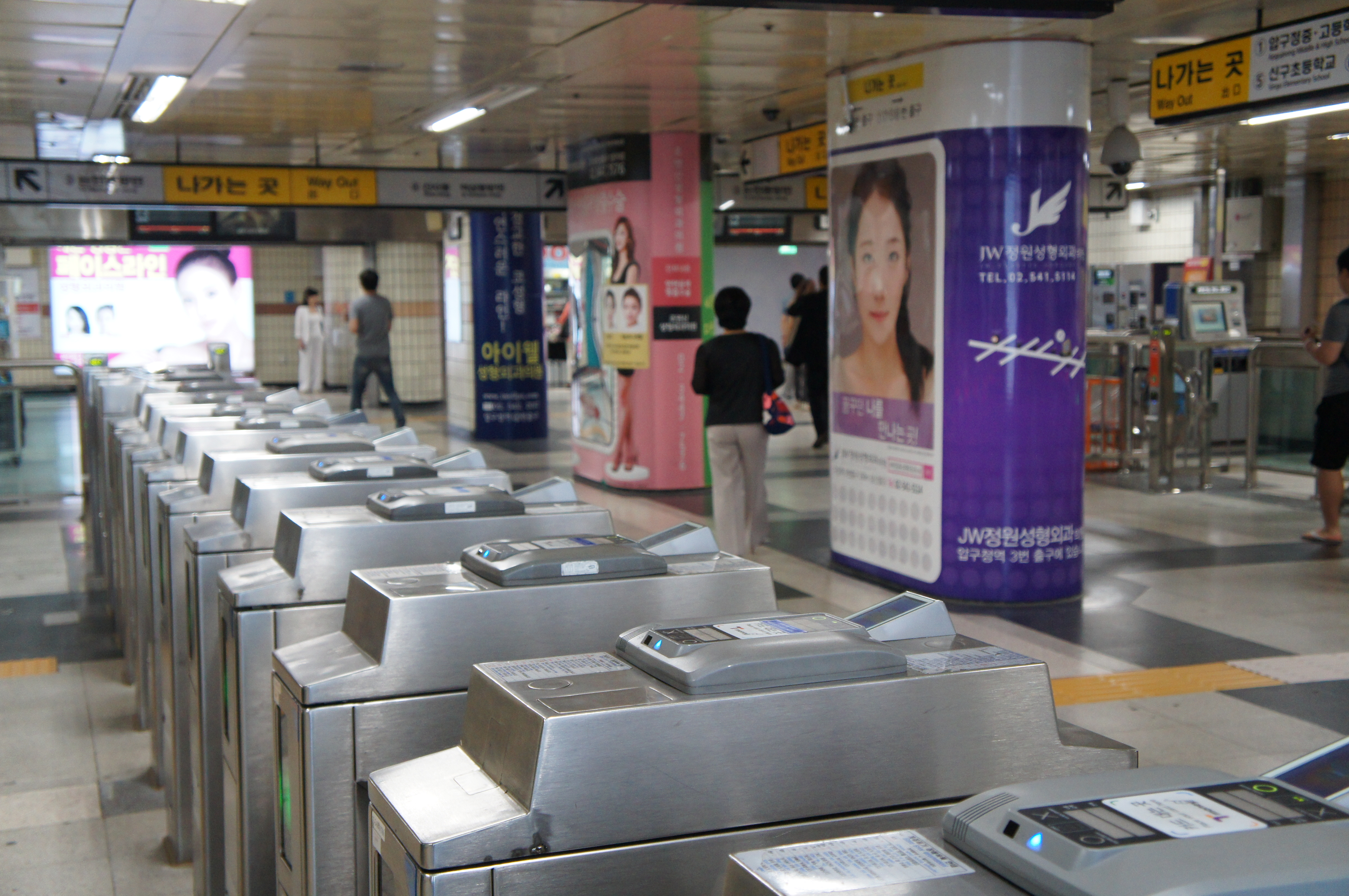
Ga Apgujeong 3